# Oncopoduridae
Oncopoduridae is een familie van springstaarten en telt 52 beschreven soorten.

## Taxonomie
- Geslacht Harlomillsia (1 soort)
- Geslacht Oncopodura (51 soorten)